# Spaniocelyphus cognatus
Spaniocelyphus cognatus är en tvåvingeart som först beskrevs av Karsch 1884.  Spaniocelyphus cognatus ingår i släktet Spaniocelyphus och familjen Celyphidae. Inga underarter finns listade i Catalogue of Life.